# Le sedie
Le sedie (in francese: Les Chaises) è un'opera teatrale in un atto scritta da Eugène Ionesco nel 1952, anno in cui è stata anche rappresentata per la prima volta. L'opera è stata definita dall'autore una "farsa tragica".

## Trama
Due personaggi, conosciuti come Il vecchio e La vecchia, preparano freneticamente le sedie per una serie di ospiti invisibili che, più tardi, ascolteranno un oratore rivelare le scoperte del vecchio, probabilmente sul senso della vita. Gli ospiti invitati sono tutti, ovvero tutte le persone del mondo: la loro invisibilità, assieme ad altri elementi, fa presupporre che si tratti di un mondo post-apocalittico - il vecchio, ad esempio, parla della distruzione di Parigi.
Il vecchio  Sì, sì, e anche i postini, gli albergatori, gli artisti, insomma tutti quelli che sono un po' studiosi e un po' proprietari.

La vecchia   E i banchieri?

Il vecchio   Li ho convocati.

La vecchia   I proletari? I funzionari? I militari? I rivoluzionari? I reazionari? Gli alienisti e i loro alienati?

Il vecchio   Ma sì, ti dico, tutti, tutti, tutti, giacché evidentemente, per un verso o per l'altro, sono tutti degli studiosi o dei proprietari.»
(Eugène Ionesco, Le sedie)
Gli ospiti arrivati intrattengono dialoghi e ricordano cripticamente delle loro vite. Infine, l'oratore arriva ad offrire il suo discorso alla folla riunita. Interpretato da un attore reale, la presenza fisica dell'oratore contraddice le aspettative del pubblico istituitesi nelle fasi precedenti della commedia.
La coppia di vecchi si getta poi da una finestra sull'oceano, sostenendo che giunti a questo punto, quando il mondo intero sta per ascoltare le rivelazioni dell'oratore, la loro vita non potrebbe andare meglio.
Mentre l'oratore inizia a parlare, la folla invisibile ed il pubblico reale si accorgono che è sordomuto.
La scena rimane dunque deserta, si odono per la prima volta i rumori della folla invisibile, in crescendo e poi progressivamente decrescendo. Il sipario si chiude lentissimamente.

## Adattamenti
Nel 1981 il coreografo Maurice Béjart crea un balletto sulla base di questa opera di Ionesco e su musiche di Richard Wagner. La interpreta personalmente, insieme a Laura Proença, sulla scena del Teatro Municipale di Rio de Janeiro. Nel 1984 la stessa coreografia viene riadattata da Béjart per l'interpretazione di Marcia Haydée e John Neumeier come danzatori, e presentata al Cirque Royal a Bruxelles. 